# Bernardo Lourenço Viana
Bernardo Lourenço Viana foi um importante negociante de escravizados africanos no Valongo, Rio de Janeiro.

## Tráfico negreiro

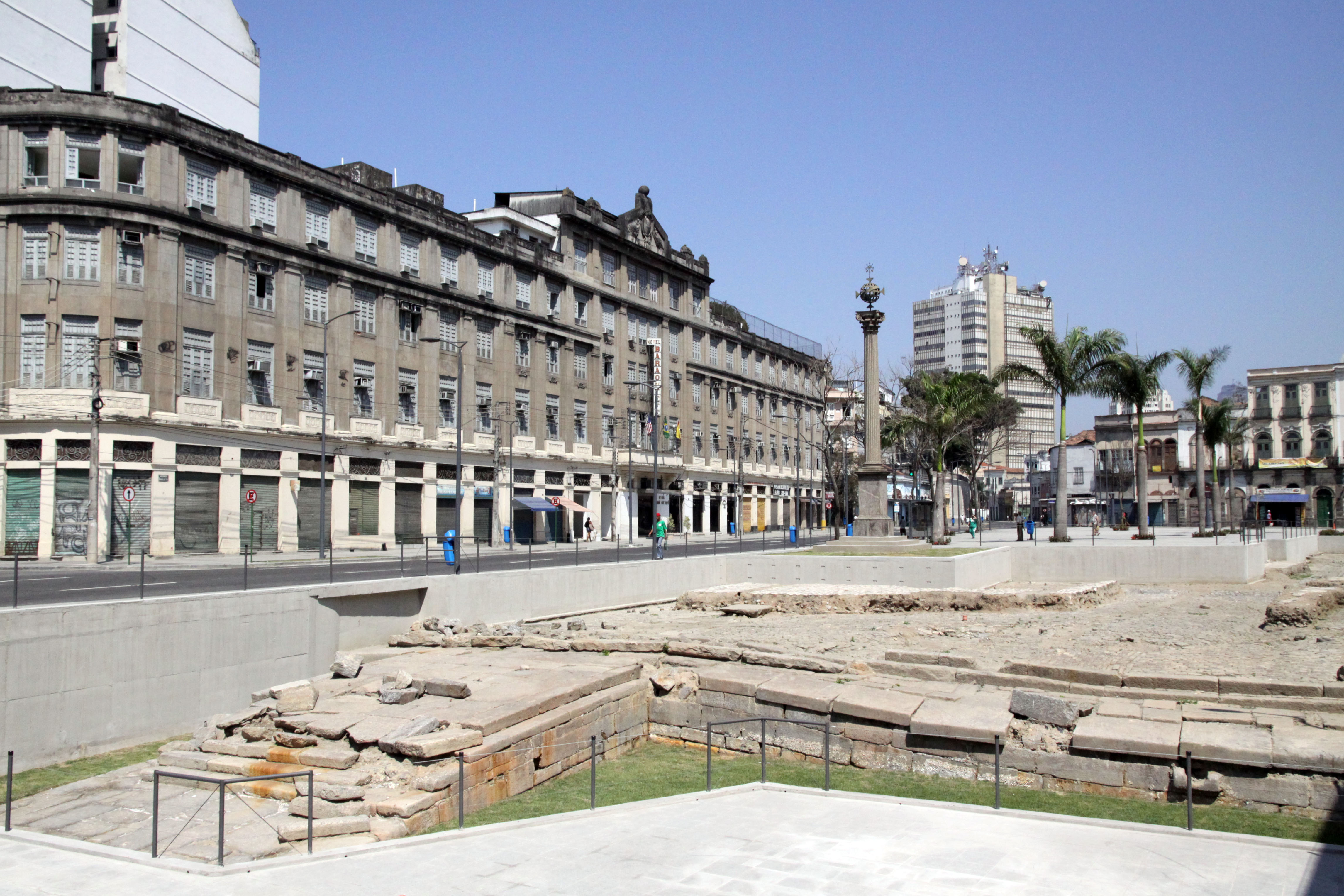
Cais do Valongo, atuamente

Bernardo Lourenço Viana era dono de uma hospedaria na região que se chamava Vale Longo. Neste edifício, aparentando ser mais um galpão do que uma hospedaria de fato, ele recebia cativos africanos e redistribuía. Segundo Maysa Espíndola Souza, ele era um dos maiores fornecedores de cativos do Rio de Janeiro no final do século XVIII.
Teria começado, provavelmente, no ramo do comércio de grosso trato. Como revela um documento de 1796, ele era proprietário da corveta Nossa Senhora do Rosário, Santo António e Almas, que era destinada para o tráfico de africanos de Moçambique. Além disso, em 1797 ele aparece como proprietário da galera Minerva, que fazia o comércio de escravizados em Angola, nos portos de Benguela e Luanda.

### Ascenção social
Ele teria ascendido economicamente, e teria comprado o título de Barão de Mata Cavalos. Dizem que era uma figura indigesta até mesmo para a elite da época, porém, mesmo assim, fez parte, no começo de 1809, da junta dos deputados do Banco do Brasil. Todavia, pouco depois ele foi assassinado. A gazeta do Rio de Janeiro noticiou o fato:
“O senhor Bernardo Lourenço Viana, conhecido comerciante do Valongo, foi achado morto na Rua Detrás do Hospício N. 137, em frente a huma morada de cazas de sobrado com três janellas de frente, que encontra-se vazia para venda. A Intendência Geral da Polícia está a investigar as estranhas circunstâncias em que foi encontrado o corpo".

### Representação literária
Esse crime foi resgatado no século XXI e tornou-se um romance histórico policial, O crime do cais do Valongo, de Eliana Alves Cruz. O dito livro foi publicado em 2018 pela editora Malês, e conta com uma base documental histórica.